# 4292 Aoba
4292 Aoba è un asteroide della fascia principale del diametro medio di circa 24,59 km. Scoperto nel 1989, presenta un'orbita caratterizzata da un semiasse maggiore pari a 2,7491256 UA e da un'eccentricità di 0,0498904, inclinata di 3,54495° rispetto all'eclittica.